# Chalcis divisa
Chalcis divisa är en stekelart som först beskrevs av Walker 1862.  Chalcis divisa ingår i släktet Chalcis och familjen bredlårsteklar. Inga underarter finns listade i Catalogue of Life.